# Kain (opéra)
Pour les articles homonymes, voir Kain (homonymie).
Personnages
- Adam
- Ève
- Caïn
- Adah, son épouse
- Hanoch, leur fils
- Abel
- Lucifer
- La voix de Dieu

Kain est un opéra d'Eugen d'Albert sur un livret de Heinrich Bulthaupt, créé en 1900 à Berlin. L'intrigue est inspiré par le personnage biblique Caïn et le livret est écrit en allemand.

## Argument
La première famille se retrouve le soir devant la hutte d'Adam. Hanoch veut savoir comment c'était au paradis. Soudain, Abel raconte les Souvenirs paradisiaques que son frère Caïn ne peut pas partager. Adam reste dans sa dévotion et dit une prière de nuit. Tous sauf Caïn vont à la cabane pour une nuit de sommeil. Caïn, seul, invite le Seigneur à lui parler. Au cours de cette prière, Lucifer sort de la roche en arrière-plan et Caïn est surpris par la silhouette sombre. Lucifer répond à la plainte de Caïn : Par moi tu es devenu ce qui est bon pour toi : Le devenir et le changement, le bonheur et le désespoir, le bien et le mal, la vie et la mort. Caïn reconnaît le serpent de Lucifer. Néanmoins, Lucifer séduit Caïn de voir dans la rédemption le salut de la souffrance terrestre. Au lever du jour, Lucifer disparaît.
Le soleil se lève, Abel sort de la hutte et réveille Caïn à travers son appel. Il y a une querelle entre les frères. Caïn accuse Abel, mais Abel tombe dans ses bras. La querelle s'alourdit et Caïn brise l'autel avec une hache. Furieux, il tue finalement Abel. Le Seigneur appelle : Caïn, Caïn, où est ton frère Abel ? Caïn tente en vain de nier son acte. Le reste de la famille sort de la hutte et prend conscience du terrible événement. Caïn est déterminé à tuer son fils Hanoch, que Adah tient en hurlant. Adam intervient avec la hache, mais est arrêté par Adah. Caïn est profondément ébranlé et entoure sa femme et son enfant. Un orage se lève, le Seigneur impose le péché originel.

## Source de la traduction
- (de) Cet article est partiellement ou en totalité issu de l’article de Wikipédia en allemand intitulé « Kain (Oper) » (voir la liste des auteurs).